# Pěnkavka ostrozobá
Pěnkavka ostrozobá (Geospiza difficilis) je drobný pěvec z čeledi tangarovití (Thraupidae) a rodu Geospiza. Podle Mezinárodního svazu ochrany přírody se řadí mezi málo dotčené druhy, kvůli ztrátě přirozeného prostředí se ale jeho rozsah snížil. Vyskytuje se na galapážských ostrovech Fernandina, Santiago, Pinta, Genovesa, Darwin a Wolf, kde se pěnkavka rozrůznila do několika poddruhů. Váží asi 20 gramů, samci mají černé zbarvení a samice hnědě-pruhované, je vyvinut pohlavní dimorfismus.
Poddruh Geospiza difficilis septentrionalis z ostrovů Darwin a Wolf se stal známým proto, že se jako jeden z mála obratlovců živí téměř výhradně krví jiných tvorů. Pěnkavka klove na báze per jiných druhů ptáků, nejčastěji terejů, dokud nezačne vytékat krev, a tu poté konzumuje. Krev také na jinak bezvodém ostrůvku pokryje pěnkavkám požadavky na tekutiny. Pěnkavka se také někdy přiživí vajíčky těchto ptáků, která dokáže rozbít nárazem o kámen. Jiné poddruhy toto chování nevykazují a živí se i rostlinnou potravou anebo hmyzem.